# Nogueira (Ribas de Sil)
Nosa Señora das Neves de Nogueira és una parròquia gallega del municipi de Ribas de Sil a la comarca de Quiroga, a Lugo. L'any 2021 tenia 23 habitants (10 homes i 13 dones) distribuïts en 4 entitats de població, el que suposa una disminució de 32 habitants amb relació a l'any 2000.

## Demografia
Es divideix en quatre nuclis de població que són els següents:
| Entitat de població | Habitants (2021) |
| ------------------- | ---------------- |
| O Barreiro          | 4                |
| Castro de Abaixo    | 8                |
| Nogueira            | 10               |
| Vilariño            | 1                |
| Total:              | 23               |

## Geografia
Es troba al marge esquerre del riu Sil, amb el que limita pel nord. Limita amb les parròquies d'Aguasmestas i Nocedo (Quiroga) al nord, Rairos i Ribas del Sil a l'est, Vilardá (San Xoán de Río) al sud, i Torbeo a l'oest.